# Ceylonrupsklauwier
De ceylonrupsklauwier (Tephrodornis affinis) is een zangvogel uit de familie Vangidae (vanga's). Eerder werd deze vogel als een ondersoort van de kleine rupsklauwier (Tephrodornis pondicerianus) beschouwd.

## Verspreiding en leefgebied
Het is een endemische vogelsoort op Sri Lanka (oude naam is Ceylon).

## Status
De grootte van de populatie is niet gekwantificeerd maar de soort wordt omschreven als algemeen. Op de Rode lijst van de IUCN heeft deze soort de status niet bedreigd.